# Elias Shaheen
Elias Shaheen of Chahine (Arabisch: الياس شاهين) (Ebrine, 20 juli 1914 – 5 december 1991) was de eerste bisschop of eparch voor de Maronitische Kerk in Canada (1982-1990). Hij droeg de titel van aartsbisschop vanaf 1985.

## Levensloop
Shaheen groeide op in Libanon, waar hij in 1939 tot priester van de Maronitische Kerk werd gewijd. Paus Johannes-Paulus II besliste in 1982 een Maronitisch bisdom voor Canada op te richten, met bisschopszetel in Montreal, Quebec. Dit bisdom hangt rechtstreeks af van de Heilige Stoel en heeft dus geen kerkprovincie. Het Maronitisch bisdom ontstond na enkele golven van Libanese emigratie naar Quebec gedurende de 19e en 20 eeuw. Shaheen werd de eerste Maronitische bisschop voor Canada (1982). Zijn bisschopskerk was de Sint-Maronkathedraal van Montreal; Maron was de stichter van de Maronieten in de 4e-5e eeuw en werd de beschermheilige van het opgerichte bisdom in Canada. 
In 1985 bevorderde Johannes-Paulus II Shaheen tot aartsbisschop als persoonlijke titel voor hem. Op 23 november 1990 ging Shaheen op emeritaat en een jaar later overleed hij.